# Malvern Hills (district)
Malvern Hills is een Engels district in het shire-graafschap (non-metropolitan county OF county) Worcestershire en telt 78.000 inwoners. De oppervlakte bedraagt 577 km².
Van de bevolking is 20,8% ouder dan 65 jaar. De werkloosheid bedraagt 2,0% van de beroepsbevolking (cijfers volkstelling 2001).

## Civil parishesin district Malvern Hills
Abberley, Alfrick, Astley and Dunley, Bayton, Berrow, Birtsmorton, Bockleton, Bransford, Broadwas, Bushley, Castlemorton, Clifton upon Teme, Cotheridge, Croome D'Abitot, Doddenham, Earl's Croome, Eastham, Eldersfield, Great Witley, Grimley, Guarlford, Hallow, Hanley, Hanley Castle, Hill Croome, Hillhampton, Holdfast, Holt, Kempsey, Kenswick, Knighton on Teme, Knightwick, Kyre, Leigh, Lindridge, Little Malvern, Little Witley, Longdon, Lower Broadheath, Lower Sapey, Lulsley, Madresfield, Malvern, Malvern Wells, Mamble, Martley, Newland, Pendock, Pensax, Powick, Queenhill, Ripple, Rochford, Rushwick, Severn Stoke, Shelsley Beauchamp, Shelsley Kings, Shelsley Walsh, Shrawley, Stanford with Orleton, Stockton on Teme, Stoke Bliss, Suckley, Tenbury, Upton-upon-Severn, Welland, West Malvern, Wichenford.